# Wijk aan Zee
Wijk aan Zee (phát âm tiếng Hà Lan: [ˈʋɛi̯k aːn ˈzeː]) là một thị trấn nhỏ trên bờ biển Bắc Hải thuộc đô thị Beverwijk, tỉnh Bắc Hà Lan của Hà Lan. Giải cờ vua Tata Steel  (trước đây gọi là giải cờ Corus hoặc giải Hoogovens) diễn ra tại đây hàng năm.
Do có vị trí bên bờ biển, Wijk aan Zee đã trở thành một điểm đến nổi tiếng của khách du lịch. Mặc dù điều này được phản ánh trong nền kinh tế của thị trấn (bao gồm phần lớn các quán bar và khách sạn), Wijk aan Zee vẫn tiếp tục hoạt động ít nhiều theo truyền thống.